# Ndonga
Ndonga är en variant av oshiwambo, som talas av sammanlagt omkring 690 000 människor i Angola och Namibia. Ndonga är ömsesidigt begripligt med andra varianter av oshiwambo, som kwanyama. Namnet ndonga används ibland om alla varianter av oshiwamba. Språkvarianten har en egen ortografi, som skiljer sig något från den enda andra skrivna oshiwambovarianten kwanyama.